# Jayavarman V
Jayavarman V, död 1001, var en kambodjansk monark. Han var kung av Khmerriket mellan 968 och 1001.